# Провінція Будзен
33°41′03″ пн. ш. 130°56′58″ сх. д. / 33.68416667° пн. ш. 130.94944444° сх. д.
Провінція Будзен (яп. 豊前国 — будзен но куні, «країна Будзен») — історична провінція Японії у регіоні Кюсю на сході острова Кюсю. Відповідає східній частині сучасної префектури Фукуока і префектури Ойта.

## Короткі відомості
Віддавна Будзен була складовою держави Тойокуні (豊国), яка у 7 столітті була поділена яматоськими монархами на дві адміністративні одиниці — Бунґо (豊後, «заднє Тойокуні») і Будзен (豊前, «переднє Тойокуні»). Провінціальний уряд останньої розміщувався на території сучасного міста Тойосу.
У середньовіччі провінція Будзен належала родам Сьоні, Оуті та Отомо. У період Едо (1603 — 1867) її територія була поділена на три хани: Кокура-хан, Кокура-Сінден-хан і Накацу-хан, якими володіли роди Хосокава і Оґасавара.
У 1871, у результаті адміністративної реформи, провінція Будзен була перетворена на префектуру Кокура. Однак вже у 1876 році її земіл були розподілені між префектурами Фукуока й Ойта.

## Повіти
- Таґава 田河郡
- Кіку 企救郡
- Міяко 京都郡
- Накацу 仲津郡
- Цуікі 築城郡
- Коґе 上毛郡
- Сімоґе 下毛郡
- Уса 宇佐郡